# Municipio de Raymond (Minnesota)
El municipio de Raymond (en inglés: Raymond Township) es un municipio ubicado en el condado de Stearns en el estado estadounidense de Minnesota. En el año 2010 tenía una población de 259 habitantes y una densidad poblacional de 2,77 personas por km².

## Geografía
El municipio de Raymond se encuentra ubicado en las coordenadas 45°37′34″N 95°5′15″O / 45.62611, -95.08750. Según la Oficina del Censo de los Estados Unidos, el municipio tiene una superficie total de 93.6 km², de la cual 92,95 km² corresponden a tierra firme y (0,69 %) 0,65 km² es agua.

## Demografía
Según el censo de 2010, había 259 personas residiendo en el municipio de Raymond. La densidad de población era de 2,77 hab./km². De los 259 habitantes, el municipio de Raymond estaba compuesto por el 94,98 % blancos, el 1,93 % eran de otras razas y el 3,09 % eran de una mezcla de razas. Del total de la población el 8,88 % eran hispanos o latinos de cualquier raza.